# Как убить дракона: аспекты индоевропейской поэтики
«Как убить дракона: аспекты индоевропейской поэтики» (англ. How to Kill a Dragon: Aspects of Indo-European Poetics) — книга 1995 года о сравнительной индоевропейской поэтике, написанная лингвистом и антиковедом Калвертом Уоткинсом. Впервые была опубликована 16 ноября 1995 года издательством Oxford University Press; представляет собой одновременно введение в сравнительную поэтику и исследование мифов об истребителях драконов, встречающихся в разное время и на разных индоевропейских языках. В 1998 году Уоткинс получил премию Гудвина за заслуги от Американской филологической ассоциации (ныне Общество классических исследований) за свою работу над книгой.

## Краткое содержание
Книга состоит из семи частей и 59 глав. Уоткинс использует сравнительный метод для поиска родственных формул и мифологических черт, которые можно проследить до общего прошлого в древних текстах, написанных на индоевропейских языках. Он утверждает, что невозможно полностью понять традиционные элементы раннего индоевропейского поэтического текста без учёта того, что он называет «генетической интертекстуальностью» отдельных формул и тем во всех языках этой семьи.

## Критика
Критики положительно отреагировали на текст с момента его публикации. «The Classical Journal» и «Journal of American Folklore» дали положительные отзывы о книге «Как убить дракона», к тому же «The Journal of American Folklore» отметил, что это «знаковая книга». Журнал Journal of the American Oriental Society также похвалил книгу, которую они рассматривают как «фундамент, который отныне должен служить отправной точкой и источником вдохновения для дисциплины, будущее которой теперь обеспечено».